# 江木町 (前橋市)
江木町（えぎまち）は、群馬県前橋市の地名。郵便番号は371-0002。2013年現在の面積は2.35km2。

## 地理
赤城山の南麓に位置し、南北に細長い形をしている。

## 歴史
江戸時代頃からある地名である。文禄元年から慶長2年にかけて大胡城主牧野康成が近郷から人々を移し「江木村」を作った。はじめは大胡城主牧野氏領、元和2年に前橋藩領、明和5年に幕府領、安永9年に幕府領と前橋藩領、天明6年からは山城淀藩領となる。

### 年表
- 文禄元年から慶長2年（1593年 - 1597年） - 大胡藩主牧野康成によって開発が開始される[5]。
- 元和2年（1616年）7月 - 牧野氏が越後国長峰藩に転出し、江木村は前橋藩領となる[5]。
- 明和4年（1767年） - 天領となり代官支配を受ける[5]。
- 安永9年（1780年） - 前橋藩領と天領に分けられる[5]。
- 天明6年（1786年） - 上江木村が山城国淀藩領となる[5]。

- 明治22年（1889年）4月1日 - 町村制施行により、江木村は上泉村、堤村、亀泉村、堀之下村、石関村、東片貝村、西片貝村、幸塚村、上沖之郷、下沖之郷、荻窪村、三俣村と合併し南勢多郡桂萱村が成立する。
- 明治29年（1896年）4月1日 - 郡統合（南勢多郡と東群馬郡の統合）により、桂萱村は勢多郡に所属する。
- 昭和3年（1928年）11月10日 - 上毛電気鉄道上毛線中央前橋 - 西桐生間が開業する。その際当字に江木駅が開業する。
- 昭和29年（1954年）4月1日 - 桂萱村は周辺1町5村（上川淵村、下川淵村、芳賀村、東村、元総社村、総社町）とともに前橋市へ編入され、前橋市江木町となる。
- 平成20年（2008年）6月22日 - 国道17号（上武道路）の国道50号 - 群馬県道3号前橋大間々桐生線 間の開通に伴い、当町に初めて国道が通る事となる。

## 世帯数と人口
2017年（平成29年）8月31日現在の世帯数と人口は以下の通りである。
| 町丁   | 世帯数    | 人口    |
| ------ | --------- | ------- |
| 江木町 | 1,232世帯 | 2,686人 |

## 小・中学校の学区
市立小・中学校に通う場合、学区は以下の通りとなる。
| 番地 | 小学校               | 中学校             |
| ---- | -------------------- | ------------------ |
| 全域 | 前橋市立桂萱東小学校 | 前橋市立桂萱中学校 |

## 交通

### 鉄道
- 上毛電気鉄道上毛線江木駅

### 道路
国道は国道17号上武道路が通っており、県道は群馬県道3号前橋大間々桐生線と群馬県道76号前橋西久保線、群馬県道40号藤岡大胡線が通っている。

## 施設
- 上毛電気鉄道上毛線江木駅
- 群馬県立前橋東高等学校
- 愛泉保育園 - 昭和55年（1980年）に「しののめ保育園」が当地に移転し名称を変更した[7]。
- 前橋積善会厩橋病院 - 昭和9年（1934年）に厩橋病院分院が設置され、昭和11年（1936年）前代田町から本院を移転[8]。
- 前橋江木郵便局 - 昭和35年（1960年）2月1日開設[9]。
- 六所神社 - 旧社格は村社[10]。社名は六所ヶ原という地名に由来するとされる[11]。
- 菅原神社 - 明治初年に六所神社に合祀されたが、のちに再興[12]。
- 江木の宝塔 - 前橋市指定重要文化財[13]